# Neues Schloss (Selbitz)

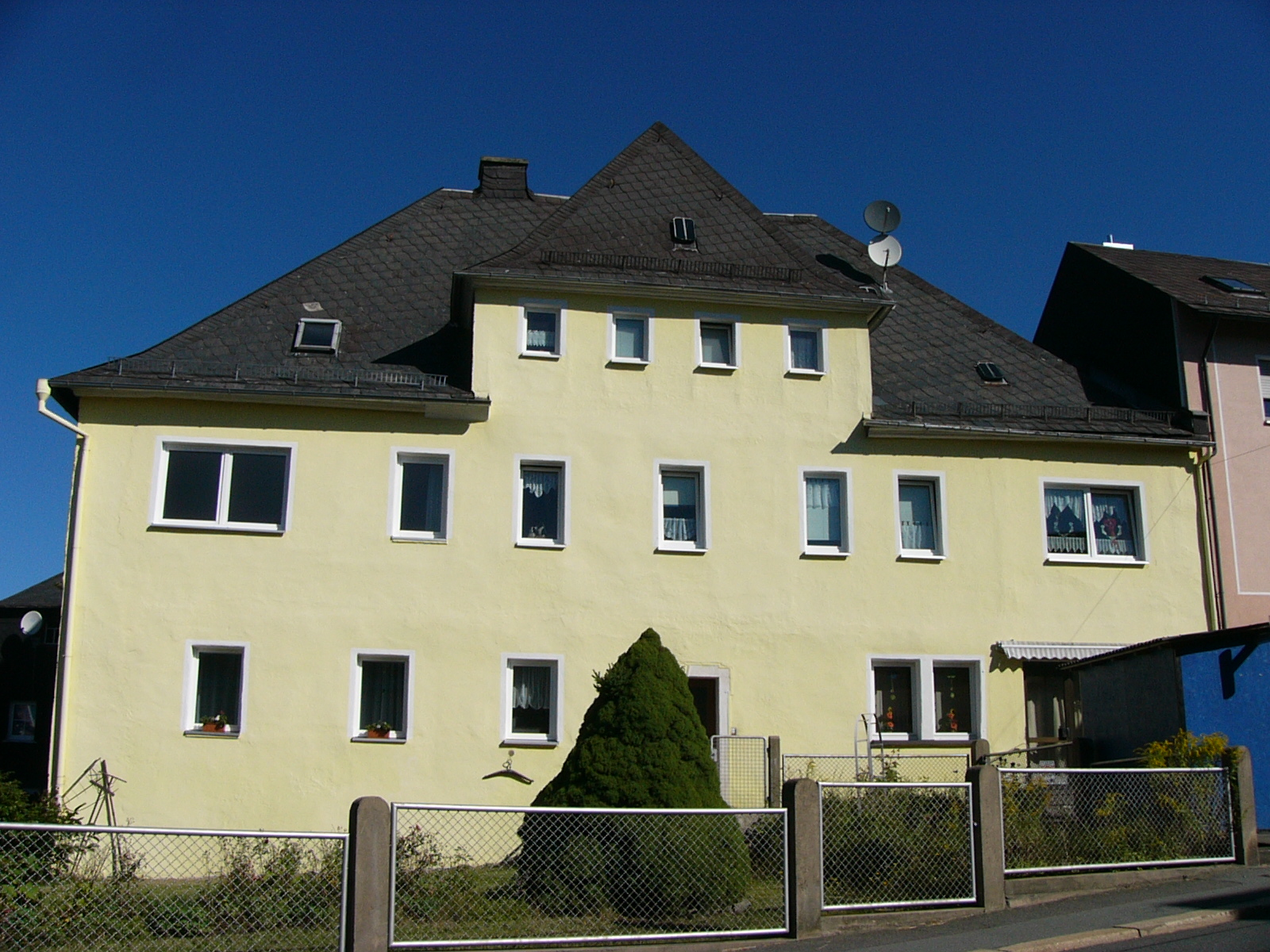
Neues Schloss

Das Neue Schloss ist ein Schloss und Rittergut in Selbitz.
1652 wurde das Rittergut in Selbitz geteilt und neben dem Alten Schloss das Neue Schloss errichtet. Wolf Christoph von Reitzenstein erbaute dieses obere Rittergut, das 1781 an das Markgraftum heimfiel.
Das Schloss ist ein Baudenkmal mit Walmdach und Zwerchhaus. Die angrenzende Schloßstraße erinnert an den Bau.